# Tierps samrealskola
Tierps samrealskola var en realskola i Tierp verksam från 1920 till 1968. 

## Historia
Skolan inrättades 1916 som en samskola och enskild mellanskola, vilken till höstterminen 1920 ombildats till en kommunal mellanskola. Denna ombildades från 1945 successivt till Tierps samrealskola.
Realexamen gavs från 1921 till 1968.